# Artère alvéolaire supérieure et moyenne
 (août 2025).
Si vous disposez d'ouvrages ou d'articles de référence ou si vous connaissez des sites web de qualité traitant du thème abordé ici, merci de compléter l'article en donnant les références utiles à sa vérifiabilité et en les liant à la section « Notes et références ».
L' artère alvéolaire supérieure et moyenne, est une artère systémique inconstante paire de la tête. Elle vascularise les prémolaires supérieures.

## Origine
L'artère alvéolaire supérieure et moyenne nait de l'artère infra-orbitaire dans son trajet dans le canal infra-orbitaire.

## Trajet
L'artère alvéolaire supérieure et moyenne descend dans la paroi du sinus maxillaire.
Elle se divise en rameaux dentaires et péridentaires destinés aux prémolaires maxillaires et parfois à la canine maxillaire.
Elle s'anastomose avec l'artère alvéolaire supérieure et antérieure et avec l'artère alvéolaire supérieure et postérieure.